# Хыпар (газета)
Хыпа́р (рус. Весть) — ежедневная российская газета на чувашском языке. Издается в столице Чувашской Республики — Чебоксарах.

## История

### Хыпар (до 1918)
Свою историю газета ведет с 21 января 1906 года, когда в Казани вышел его первый номер. Газета стала первым периодическим печатным изданием на чувашском языке.Основатель и первый редактор Н. В. Никольский определил главную задачу издания — «служение чувашскому народу». Активным корреспондентом газеты в это время был депутат Государственной Думы Российской Империи I созыва Яков Абрамов. Газета издавалась по 27 мая 1907 года. 
С 1 мая 1917 в Казани под названием «Хыпар» газета на чувашском языке издавалась Чувашской секцией Союза мелких народностей Поволжья; с 10 августа 1917 издавалась Чувашским национальным обществом (ЧНО). Редакторы: А. П. Милли (Прокопьев), Н. П. Петров, А. В. Васильев, М. Ф. Филиппов (М. Ф. Спиридонов), И. В. Васильев, Г. Ф. Алюнов. 
Издание газеты с августа 1918 года была продолжена членами ЧНО в Казани, занятой войсками чехословаков и Комуча (3 номера, редактор А. Г. Гаврилова). После занятия Казани красными 9 номеров вышло уже в Уфе (редактор С. М. Михайлов).

### Канаш
28 февраля 1918 года в Казани на чувашском языке стала выходить газета под названием «Канаш» (рус. «Совет») как орган Центрального чувашского военного совета, с начала марта 1918 соучредителем выступал также Чувашский левый социалистический комитет; редактор Д.Е. Ефимов. 
В дальнейшем издание газеты было организовано в Чебоксарах. 

### Чӑваш коммуни — Коммунизм ялавӗ
В 1937 году газета «Канаш» была переименована в «Чӑваш коммуни» (рус. «Чувашская коммуна»). 
В дальнейшем получила название «Коммунизм ялавӗ» (рус. «Знамя коммунизма»), была главным печатным органом Чувашского обкома КПСС и Совета министров Чувашской АССР. На 1972 год тираж составлял 60 тыс. экземпляров.

### Хыпар (с 1991)
30 августа 1991 года газета «Коммунизм ялавӗ» была переименована в «Хыпар» по названию чувашских газет, издававшихся в Казани и Уфе до 1918 года. На 2021 год учредителем газеты значится Государственное унитарное предприятие «Издательский дом «Хыпар». Тираж (2020) — 8 тысяч экземпляров. Объём газеты 4 листа формата A2. Способы распространения — розница, подписка, рассылка.
На страницах газеты печатаются публикации по социально-экономическим проблемам; официальная хроника; анализ политической ситуации в России и в Чувашии; ежедневная информация; спецполосы по разным вопросам. Большое внимание уделяется вопросам социальной защиты населения, медицины, образования, экологии, правосудия, садоводства и огородничества, потребительского рынка, малого бизнеса и предпринимательства, культуры и духовности. Постоянные рубрики: Кун хыҫҫӑн кун; Публицист шухӑшӗ. В «Хыпар» добавляются вкладки: Ҫемье, Хӗр-упраҫпа яш-кӗрӗм, Ҫут ҫанталӑк, Йӗрке, Спорт.